# Canon de 4,7 pouces QF Mark IX & XII
Le canon de 4,7 pouces QF Mark IX & XII est un canon naval monté sur les destroyers de la Royal Navy durant les années 1930 et 1940. Ceux-ci participent à la Seconde Guerre mondiale avant d'être revendus à de nombreux pays après le conflit, parmi lesquels le Brésil, l'Argentine ou les Pays-Bas.

## Conception
Le canon de 4,7 pouces QF Mark IX est basé sur son prédécesseur le BL Mk II à chargement par la culasse. Les munitions sont séparées, avec l'obus d'abord, puis la poudre propulsive dans un étui en laiton ensuite, dispositif plus adapté à un tir rapide. Le Mark XII est balistiquement identique au Mark IX, mais il est conçu spécialement pour un certain modèle de tourelle double motorisée à pivot central, la CPXIX.
| Désignation | Variantes                                        |
| ----------- | ------------------------------------------------ |
| Mark IX     | Mk IX, Mk IXA, Mk IX*, Mk IX**Mk IX**A, Mk IX**B |
| Mark XII    | Mk XII, Mk XII*, Mk XIIB                         |

Les premiers tests du Mk IX sont effectués sur une tourelle CPXIII rafistolée sur le HMS Mackay (en), puis sur le HMS Bulldog. Le Mk XII est quant à lui testé sur le HMS Hereward.

## Utilisation
Les Mark IX et XII sont montés sur bon nombre de destroyers britanniques à partir des années 1930.
| Désignation | Canon    | Poids         | Élévation      | Utilisation |
| ----------- | -------- | ------------- | -------------- | --- |
| CPXIV       | Mark IX  | 8,791 tonnes  | De +30° à -10° | Destroyers des classes A, B, C et D. Plusieurs sloops de la classe Grimsby (en) et le HMS Enchantress.            |
| CPXVII      | Mark IX  | 8,971 tonnes  | De +40° à -10° | Destroyers des classes E, F et G.                                                                                 |
| CPXVIII     | Mark IX  | 9,697 tonnes  | De +40° à -10° | Destroyers des classes H, I, Q et R. Quatre destroyers de la classe O : les HMS Onslow, Offa, Onslaught et Oribi. |
| CPXII       | Mark IX  | 11,766 tonnes | De +55° à -10° | Destroyers des classes S (sauf le HMS Savage (en)), T, U, V et Z.                                                 |
| CPXIX       | Mark XII | 25,489 tonnes | De +40° à -10° | Destroyers des classes J, K, N et Tribal.                                                                         |